# Åbrolla sjö
Åbrolla sjö är en sjö i Osby kommun i Skåne och ingår i Helge ås huvudavrinningsområde. Sjön har en area på 0,207 kvadratkilometer och ligger 125,9 meter över havet. Sjön avvattnas av vattendraget Kilingaån (Rumperödsån).

## Delavrinningsområde
Åbrolla sjö ingår i det delavrinningsområde (625946-139716) som SMHI kallar för Utloppet av Åbrolla sjö. Medelhöjden är 144 meter över havet och ytan är 28,36 kvadratkilometer. Det finns inga avrinningsområden uppströms utan avrinningsområdet är högsta punkten. Kilingaån (Rumperödsån) som avvattnar avrinningsområdet har biflödesordning 2, vilket innebär att vattnet flödar genom totalt 2 vattendrag innan det når havet efter 81 kilometer. Avrinningsområdet består mestadels av skog (55 %) och sankmarker (29 %). Avrinningsområdet har 0,29 kvadratkilometer vattenytor vilket ger det en sjöprocent på 1 %.